# 5471 Tunguska
5471 Tunguska è un asteroide della fascia principale. Scoperto nel 1988, presenta un'orbita caratterizzata da un semiasse maggiore pari a 2,9957718 UA e da un'eccentricità di 0,0737517, inclinata di 9,32270° rispetto all'eclittica.